# Grands ports mondiaux

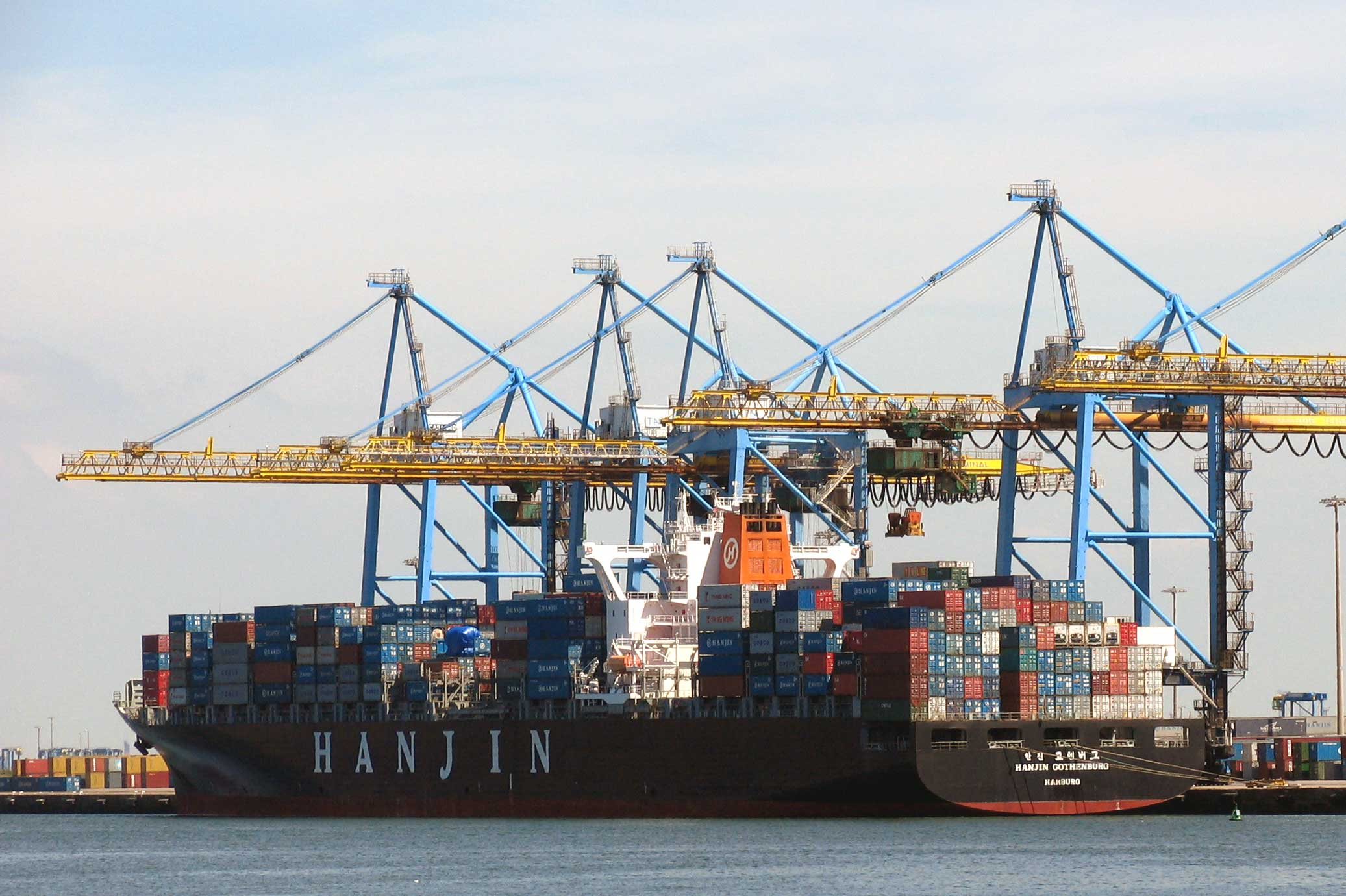
Le porte-conteneurs Hanjin-Gothenburg dans le port du Havre.

Les grands ports mondiaux définissent les principaux ports maritimes qui organisent le commerce mondial. Les ports sont d'une importance particulière dans les échanges et nombre d'historiens économiques, comme Fernand Braudel, catégorisent les périodes historiques en fonction de la prééminence de tel ou tel port dans l'histoire.
Le développement du commerce international est un des aspects économiques de la mondialisation, dont la majeure partie des échanges sont réalisés par le trafic maritime, pour des raisons d'économie d'échelle. Les flottes de navires pétroliers, de porte-conteneurs et de cargos transportent chaque année des milliards de tonnes de marchandises.
Les ports sont ainsi renforcés dans leur rôle de lieux centraux et d'acteurs majeurs de la mondialisation. Ils reflètent les centres d'impulsion et les interfaces de l'espace mondial, à savoir la Triade et les pays émergents.

## Histoire
Certains ports très anciens jouent depuis des siècles un rôle majeur dans le trafic maritime à l'instar de Marseille depuis l'Antiquité, mais surtout Venise, Gênes, Anvers, Amsterdam ou Londres pour ne parler que de l'Europe. Beaucoup d'autres ports sont en revanche de développement plus récents, depuis le XIXe ou le XXe siècle.
La mondialisation et la libéralisation des échanges commerciaux, surtout depuis les années 1990 ont développé les flux maritimes. Ceux-ci ont aussi bénéficié de la conteneurisation qui a considérablement accru, standardisé et rationalisé ces échanges. Aujourd'hui, plus de cinq milliards de tonnes de marchandises sont échangées par voie maritime (environ deux milliards pour les produits pétroliers et leurs dérivés ; deux pour les produits manufacturés et un pour les autres matières premières). La moitié est transportée par conteneurs.

## De la difficulté d’établir un classement unique
Le classement des plus grands ports au monde n'est pas aisé. De nombreuses méthodes sont employées pour établir ce classement qui ne peut cependant masquer la diversité des activités économiques et la variété des critères à utiliser. D'autre part, les statistiques sont souvent celles publiées par les ports eux-mêmes et sont sujettes à caution. Depuis 2002, l'AAPA (American Association of Port Authorities) publie cependant un classement fiable.

### Ports polyvalents et ports de conteneurs
Les ports peuvent comptabiliser leur trafic par le volume total de marchandises manipulées, ou selon la valeur totale, ou encore par le nombre de conteneurs manipulés. Les ports spécialisés dans les vracs liquides (pétrole brut, produits chimiques, GNL, etc.) ou solides (charbon, minerais, céréales, etc.) sont en tête du classement en volume mais pas de celui en valeur, tandis que les ports spécialisés dans les conteneurs sont mal classés en volume mais mieux en valeur.
Voilà pourquoi les publications de statistiques mentionnent fréquemment deux classements différents : un pour les ports polyvalents recensant le volume total de marchandises échangées (dont une part de conteneurs qui devient le modèle standard de transport de marchandises), l'autre pour le trafic uniquement de conteneurs.

### Unités de mesure
Il existe une unité de mesure standard pour les conteneurs (le TEU, Twenty Foot Equivalent Unit ou équivalent vingt pieds, EVP, en français) qui regroupe les conteneurs de 20 et de 40 pieds pour faciliter le travail statistique (un conteneur de 40' équivaut à deux EVP).
Il n'en est pas de même pour les unités de mesure de poids de marchandise. Les ports polyvalents, lorsqu'ils mentionnent leurs statistiques de trafic, utilisent le plus fréquemment la MT (Metric Ton : tonne métrique) qui équivaut à une tonne (2 005 livres, à 0,453 592 37 kg la livre, cela donne bien une tonne). Mais d'autres emploient la FT (Freight Ton), la HT (Harbour Ton) ou la RT (Revenue Ton). Bien que ces mesures soient proches, elles sont à comparer avec plus de précaution.
Enfin, les ports ne comptabilisent pas nécessairement leur trafic de la même manière. Certains comptent les marchandises effectivement déchargées, d'autres le tonnage du navire (ce qui fait gonfler les chiffres). Pour le comptage des EVP, il en est de même : certains ports comptent parfois deux fois voire trois, les conteneurs transbordés.

## Façades maritimes et principaux ports

### Façade asiatique pacifique

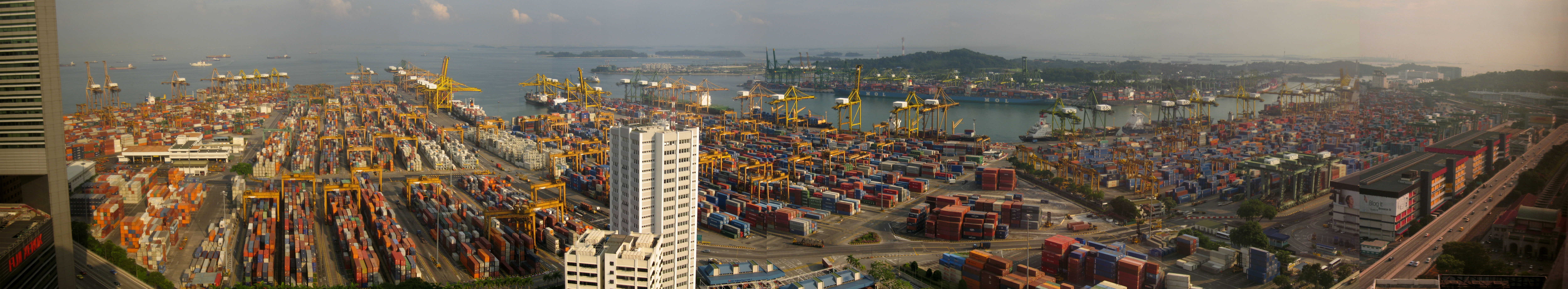
Le port de Singapour.

L'Asie de l'Est et du Sud-Est domine largement ce classement avec seize ports parmi les vingt premiers. Il s'agit de la première façade maritime mondiale qui bénéficie de la très forte croissance des échanges avec les deux autres pôles de la Triade (UE et États-Unis), au carrefour de l'océan Pacifique et de l'océan Indien. La croissance soutenue des économies du Japon et des « dragons asiatiques » (NPIA : Nouveaux pays industrialisés d'Asie) comme la Corée du Sud, Hong Kong, Taïwan et Singapour dans la seconde moitié du XXe siècle, basée sur l'exportation, a largement permis l'émergence de cette façade.
Singapour, qui fut près d'une vingtaine d'années le plus grand port mondial (de 1986 à 2004), reste cependant aujourd'hui second en tonnage comme en trafic conteneurs.
Hong Kong fut aussi pendant longtemps l'un des plus grands ports mondiaux (1er port à conteneurs de 1987 à 1989, de 1992 à 1997 et de 1999 à 2004). Il est aujourd'hui en moins forte croissance que les autres ports chinois depuis sa rétrocession à la Chine en 1997, recule régulièrement au classement et est aujourd'hui 11e en tonnage mais reste le 3e port mondial à conteneurs.
La croissance des autres provinces chinoises privilégiée depuis la rétrocession en 1997 a profité à d'autres ports, y compris dans la région voisine de Hong Kong (la province du Guangdong et le delta de la rivière des Perles). Cette croissance de l'Asie orientale est aujourd'hui relayée par les nouveaux « dragons » de 2e génération, les « bébés tigres » d'Asie du Sud-Est ainsi que par la Chine qui connaît des taux de croissance annuelle de l'ordre de 10 %, contribuant à renforcer le poids de cette voie maritime majeure.

#### Shanghai, premier port mondial

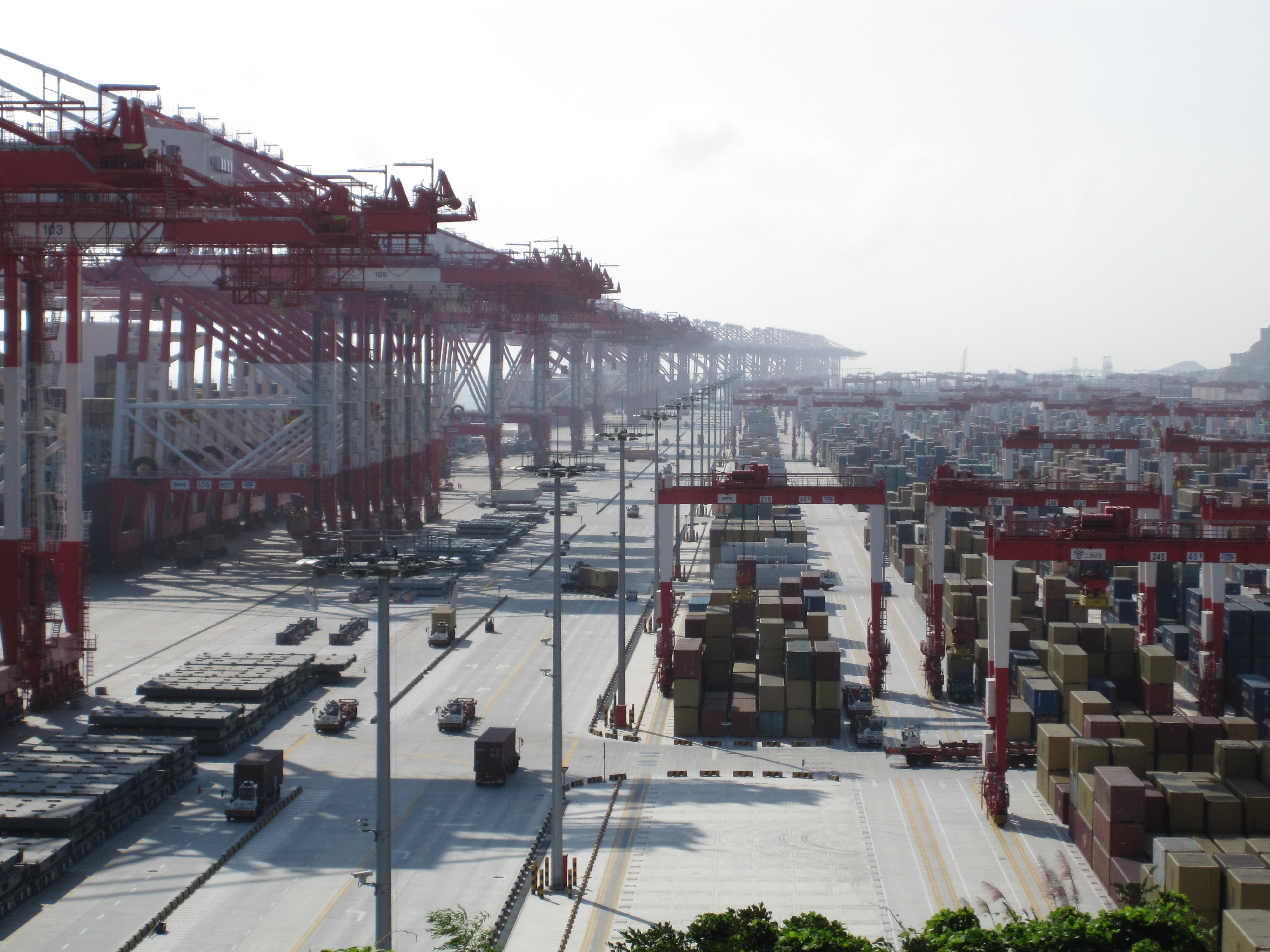
Le port de Shanghai.

C'est le port de Shanghai qui est devenu depuis 2010 le premier mondial, devançant les traditionnels leaders du trafic maritime qu'ont été Singapour et Rotterdam durant le dernier tiers du XXe siècle (Rotterdam ayant elle-même détrôné Anvers, puis Londres et New York), et éclipsant de plus en plus Hong Kong, premier port chinois jusqu'à la rétrocession de Hong Kong à la Chine en 1997.
Shanghai a confirmé sa croissance spectaculaire en 2006 en dépassant les 500 millions de tonnes de trafic (776 en 2013). La première agglomération chinoise, capitale économique de la Chine, dispose en effet de plusieurs ports à un emplacement stratégique, au centre de la façade maritime de la Chine sur l'océan Pacifique, au débouché du Yangzi, le plus long fleuve asiatique. Shanghai bénéficie à plein de l'ouverture de la Chine littorale depuis les années 1980 et de la croissance spectaculaire de l'économie chinoise depuis les années 1990, accélérée depuis le début du XXIe siècle. Cette croissance est aussi amplifiée par la croissance générale de la façade pacifique de l'Asie orientale, la première façade maritime au monde, qui dispose de nombreux ports majeurs, en Chine mais aussi au Japon et en Corée du Sud.
Shanghai est aujourd'hui un ensemble de plusieurs ports au carrefour de l'« autoroute fluviale » du Yangzi, de la rivière Huangpu et de la façade pacifique. La construction d'un nouveau quartier des affaires à Pudong, créé dans les années 1990 comme une zone franche pour attirer les investissements étrangers a développé un nouveau port : celui de Waigaoqiao qui a subi cinq phases d'agrandissement. Depuis 2001, le port engorgé par ses taux de croissance annuel de 20 à 30 %, les autorités chinoises ont décidé la construction d'un nouveau port, véritable avant-port, à Yangshan sur des îles inhabitées au large de Shanghai, relié à l'agglomération par un pont de plus de 33 km en mer, le pont de Donghai. La fin des travaux étant prévue pour 2012, tant que dure la croissance chinoise à ce rythme, le port de Shanghai n'est pas près de céder la tête du classement,.

#### La Chine littorale

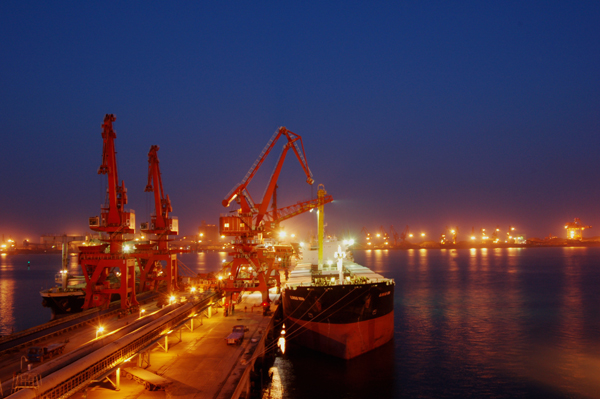
Rizhao.

La Chine s'est ouverte au commerce mondial à la fin des années 1970 avec Deng Xiaoping. La stratégie économique chinoise a consisté à développer progressivement une transition vers l'économie de marché en attirant les IDE (investissements directs étrangers dans des zones franches, les ZES (Zones économiques spéciales) à partir du début des années 1980. L'ouverture progressive de ports et de villes littorales a permis l'intégration de la Chine dans la mondialisation, son émergence économique qu'a accompagné le développement de ses ports, véritables lieux d'impulsion de la Chine. C'est la raison de la croissance récente et phénoménale de ces ports dans les années 1990 et plus récemment 2000.
C'est ainsi que dans le sillage de Shanghaï, Tianjin, situé sur les rives du Bo-Haï, s'est imposé en tête du classement. En 2011, sept des dix premiers ports mondiaux sont chinois. On peut repérer trois grandes zones.
Au sud, l'ouverture précoce du littoral du Guangdong, la plus riche des provinces chinoises, à proximité de Hong Kong et Macao, au début des années 1980, a permis le développement d'un ensemble portuaire de premier ordre dans le delta de la rivière des Perles (Xijiang) avec Canton, capitale de la province et (5e port mondial) et Shenzhen (16e), la première zone franche ouverte dès 1979. Le développement plus récent de nouveaux ports dans le delta, des avant-ports de Canton en fait, complète le dynamisme de ce pôle de croissance, notamment avec l'émergence de Zhanjiang et Zhuhai en face de Hong Kong et à proximité de Macao, ancienne colonie portugaise rétrocédée à la Chine en 1999.
À l'embouchure du Yangzi s'est développé un pôle de premier ordre dont Shanghaï, 1er port mondial, est la métropole. Outre le port de Shanghaï, le développement de Ningbo (7e), dans la province du Zhejiang, est également remarquable.
Plus au nord, face à la Corée et le Japon, autour du golfe de Bohai se sont développés plusieurs grands ports essentiellement à partir de leur ouverture en 1988 : Tianjin (3e port du monde et 10e port à conteneurs), grande métropole du nord-est et débouché maritime de la capitale (Beijing), Qinhuangdao (12e) dans la province du Hebei, Qingdao (6e) dans la province du Shandong et Dalian (8e) dans la province du Liaoning pour les pionniers. Le développement de la péninsule du Shandong (province ouverte en 1988) a aussi permis l'émergence plus récente des ports de Yantai et Rizhao.
De nouvelles provinces, auparavant marginales, sont désormais les plus dynamiques et complètent le dynamisme de la façade maritime chinoise. Ainsi, face à Taïwan, dans le Fujian se sont développés les ports de Fuzhou, Quanzhou et Xiamen. Plus au nord, dans les provinces du Hebei et du Shandong se sont développés plus récemment certains nouveaux ports comme Huanghua, Lyanungang, Yantai ou encore plus au nord, Yingkou dans la province du Liaoning.

#### Littoral japonais

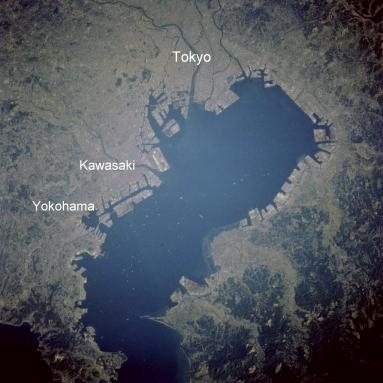
La baie de Tokyo.

Le littoral japonais est la plus ancienne des façades maritimes asiatiques. C'est aussi l'un des pôles de la Triade. Le « Japon de l'endroit » forme un ensemble urbanisé baptisé mégalopole qui dispose de vastes complexes industrialo-portuaires, souvent gagnés sur la mer grâce aux terre-pleins industriels (polders). Cela fait des baies japonaises des ensembles portuaires de premier ordre, le Japon dépendant beaucoup de l'extérieur pour ses importations comme ses exportations. L'ensemble de la baie de Tokyo, la plus grande agglomération mondiale, est le plus vaste ensemble portuaire quasi-continu avec plus de 600 millions de tonnes de trafic sur l'ensemble des quatre grands ports qui la composent. Trois d'entre eux figurent dans ce classement : Tokyo (48e port mondial), Yokohama (29e) et Chiba (22e) ; Kawasaki est moins important.
Pourtant, c'est Nagoya, dans la baie d'Ise, qui a le plus important port de commerce du pays. À l'image de sa métropole, la plus dynamique du Japon, grâce à la présence notamment de Toyota, le port de Nagoya a connu la plus forte croissance des ports de l'archipel en 2006 (15e port mondial).
Enfin, deux autres agglomérations majeures de l'archipel japonais disposent aussi de ports classés dans le Top 50 avec Osaka (42e) et Kōbe (41e), ports du pôle urbain du Kansaï (Osaka-Kobé-Kyoto ; ainsi que, sur l'île de Kyushu, les ports de Kitakyushu (37e) et Fukuoka.

#### Littoral coréen

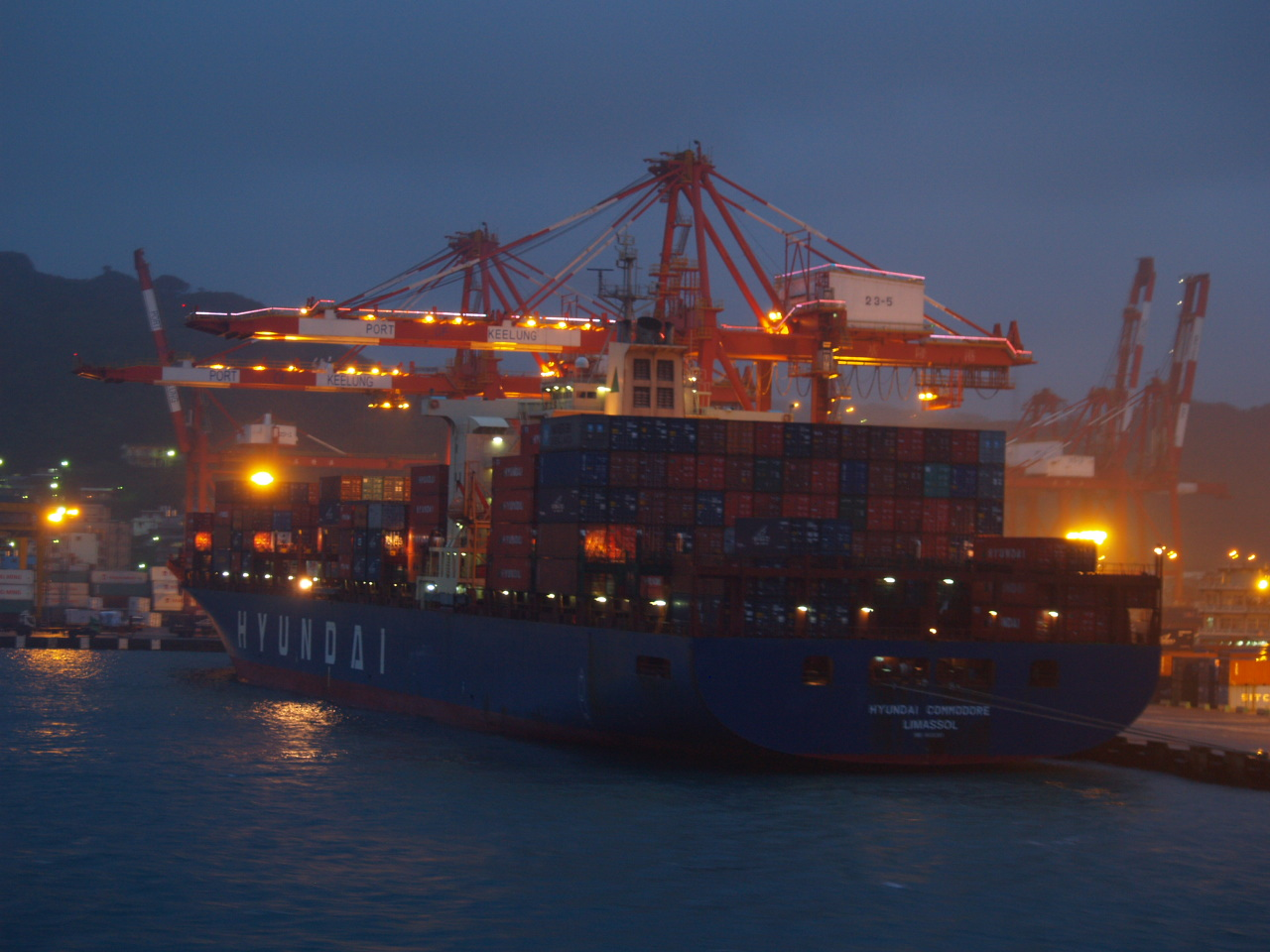
Hyundai, le plus grand constructeur naval.

Outre la Chine, le littoral de la Corée du Sud est le plus dynamique de l'Asie. La Corée du Sud, un des quatre « dragons asiatiques », bénéficie d'une vaste ouverture maritime face au Japon et à la Chine, à une position stratégique de la façade pacifique de l'Asie orientale.
Les quatre ports sud-coréens ont connu des taux de croissance très élevés en 2006, notamment pour Ulsan (20e, + 55 % en un an) ; mais c'est toujours Busan (9e) qui est le principal port de la péninsule coréenne. Gwangyang (33e) et Inchon (34e) complètent la liste.

#### Asie du Sud-Est
Hormis ces trois géants, on trouve les deux autres dragons asiatiques dans ce classement avec bien sûr Singapour, au carrefour stratégique entre océan Pacifique et océan Indien, toujours 2e port mondial ; et Kaohsiung (30e), le principal port de Taïwan, en perte de vitesse. Taichung est l'autre port de l'île (62e).
La deuxième génération de NPIA est aujourd'hui une des plus dynamiques grâce à l'ASEAN (Association des nations d'Asie du Sud-Est). La Malaisie, au carrefour de l'océan Pacifique et de l'océan Indien a développé trois grands ports : celui de Kuala Lumpur (Port Kelang), la capitale de la Malaisie (17e) ainsi que le port de Tanjung Pelepas (32e en tonnage, 18e port à conteneurs) et Penang (93e port à conteneurs). Les autres « bébés tigres » sont les Philippines avec Manille (33e) port à conteneurs, le Viêt Nam avec le port d'Ho-Chi-Minh-Ville, la Thaïlande avec Laem Chanbang (56e en tonnage, 23e port à conteneurs) et Bangkok (82e port à conteneurs) et l'Indonésie avec Tanjung Priok, (20e port à conteneurs), le port de la capitale Jakarta. Ces pays et ces ports fournissent aujourd'hui des produits semi-finis et servent de sous-traitants aux autres puissances asiatiques, y compris la Chine qui y délocalise.

### Océanie et Asie du Sud
D'autres régions d'Asie et d'Océanie sont aujourd'hui des lieux émergents de la mondialisation, bénéficiant de position à proximité des grandes routes maritimes menant de l'Asie orientale ou aux autres pôles de la Triade. C'est le cas de l'Australie mais aussi de l'Inde et du Proche-Orient, pour des raisons différentes.

#### Océanie
Le littoral australien semble bénéficier du dynamisme de la zone du Pacifique. Les ports australiens servent de relais entre l'Asie, l'Océanie et l'Amérique et exportent également les matières premières australiennes. Elle en classe six dans ce classement, les deux plus importants se situant sur la côte occidentale avec Port Hedland (10e) et Dampier (19e), les autres sur la côte est : Newcastle (23e), Hay Point (38e), Gladstone (44e) et Sydney.

#### Sous-continent indien
La récente croissance de l'économie indienne, sa position stratégique sur la route qui mène de l'océan Pacifique au Golfe Persique, ont permis l'émergence de nouveaux ports dans les grandes métropoles. Sur la côte est, on trouve ainsi le port de Calcutta, (97e) et Paradip (69e) sur le Golfe du Bengale, Chennai (72e) sur la côte sud et sur la côte ouest les ports de Bombay (67e) et de Jawaharlal Nehru (58e), ce dernier étant spécialisé dans le trafic de conteneurs (28e port à conteneurs). Ce nouveau pôle d'échanges en Asie du sud est aussi complété par Colombo (75e en tonnage mais 34e port à conteneurs), la capitale du Sri Lanka et les ports à conteneurs des voisins du sous-continent indien : le Pakistan avec le port de Karachi (75e port à conteneurs) et le Bangladesh avec Chittagong (90e en tonnage et 80e port à conteneurs).

#### Proche-Orient

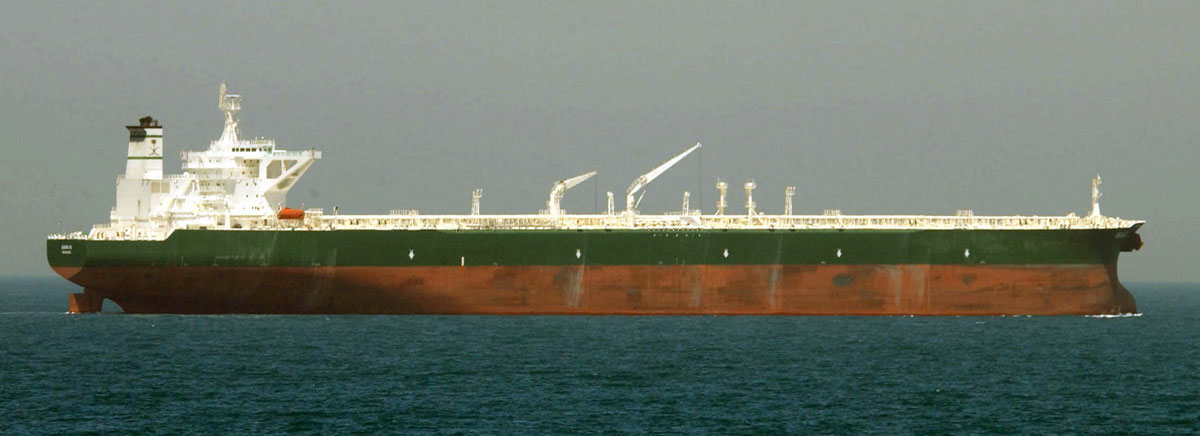
Pétrolier irakien AbQaiq.

Le Proche-Orient est un carrefour stratégique entre Asie, Europe et Afrique, un lieu stratégique et d'enjeux, notamment pour la ressource pétrolière. La richesse et l'émergence des émirats du Golfe en font aujourd'hui un des lieux émergents de la mondialisation, notamment aux Émirats arabes unis avec son port de Jebel Ali.
Dubaï (24e port en tonnage mais aussi 9e port à conteneurs) est aujourd'hui un des nouveaux centres d'impulsion planétaire. Son port, en plein développement, exporte du pétrole mais sert aussi de plaque tournante à de nombreux produits venus d'Asie à destination du Proche-Orient mais aussi du reste du monde.
Les autres ports de la zone sont plutôt des ports pétroliers, comme Bandar Abbas en Iran (41e), Jeddah (60e port en tonnage mais 26e en conteneurs), Jubail (74e) en tonnage et Dammam (74e port à conteneurs) en Arabie saoudite, Mina Raysut en Oman (30e port à conteneurs) et Khor Fakkan aux Émirats arabes unis (32e port à conteneurs).

### Europe et Méditerranée
Les ports européens sont disposés sur plusieurs façades : mer Baltique, mer du Nord (Northern range), îles britanniques, océan Atlantique, Méditerranée occidentale, Méditerranée orientale et mer Noire.

#### Northern range

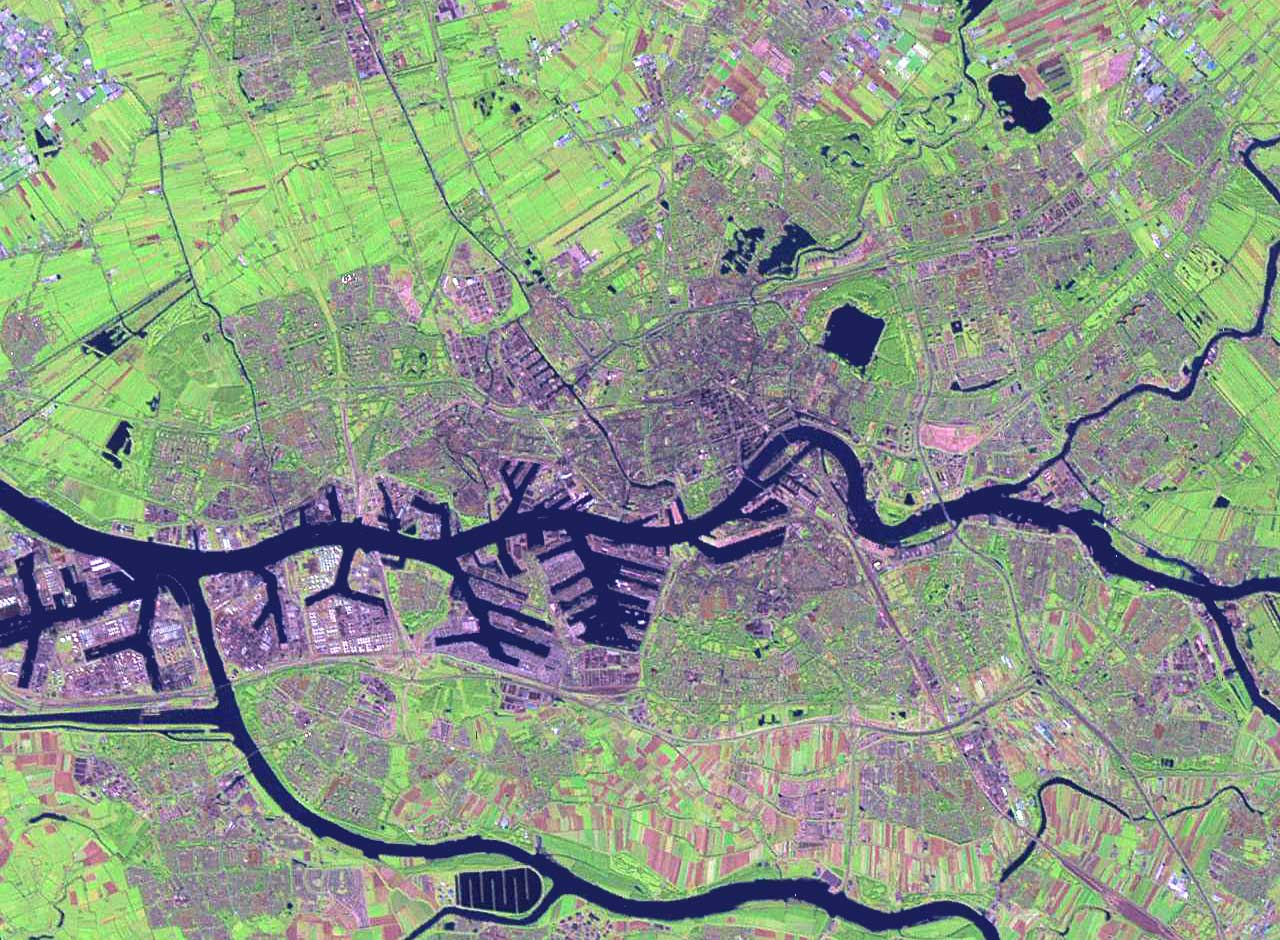
La partie amont du port de Rotterdam vu par satellite.

Le « rail du Nord » (northern range) européen est la deuxième façade maritime mondiale. De la mer du Nord à la Manche, il s'agit de la principale interface maritime de l'Europe, elle-même le principal pôle commercial de la Triade.
Il rassemble plus de 600 millions de tonnes de trafic et est dominé par le port de Rotterdam, premier port européen et l'un des quatre principaux ports du monde depuis plus de quarante ans (premier port mondial de 1962 à 1986, quatrième en 2012), qui est la véritable porte d'entrée de l'Europe. Le complexe portuaire de Rotterdam-Europoort-Maasvlakte, sur plus de 40 km de quais, est un port polyvalent qui assure la majeure partie des importations et des exportations de l'Union européenne. C'est un carrefour au débouché de l'Europe rhénane, avec de nombreux ports fluviaux dans l'Hinterland, mais aussi de la Meuse avec le Port autonome de Liège et son Trilogiport en contact direct grâce au Canal Albert avec le port d'Anvers (deuxième port européen) et celui de Zeebruges en Belgique, ainsi que par les ports allemands comme celui de Hambourg et français comme le port du Havre.

#### Bassin méditerranéen
La Mare nostrum de l'Empire romain a longtemps été la première voie maritime du monde. Elle est devenue aujourd'hui secondaire à l'échelle planétaire mais reste importante pour l'Europe et le Proche-Orient. C'est en effet la seconde interface de l'Europe, vitale pour son approvisionnement en pétrole ainsi que pour l'importation des produits venus d'Asie via le canal de Suez. Marseille en est toujours le port principal (43e avec plus de 85 millions de tonnes de marchandises), mais est très concurrencé pour ce titre par Algésiras La Linea (46e mondial). Les autres grands ports d'Espagne sont essentiellement Valence (1er port méditerranéen de conteneurs et 57e port mondial), Barcelone et Tarragone. En Italie, ce sont les villes de Gênes (81e mondial), Livourne et La Spezia (85e port à conteneurs mondial) sur la côte nord-ouest, Trieste sur la côte adriatique, et enfin Gioia Tauro au sud qui disposent de ports majeurs. Algésiras s'est ainsi imposé comme le port principal entre la péninsule ibérique et le Maghreb tandis que Gioia Tauro (38e port à conteneurs mondial), au carrefour de la Méditerranée est un nœud de communication et d'échanges entre l'Italie et l'Afrique du Nord ainsi qu'entre l'ouest et l'est (situé en Calabre sur la mer Tyrrhénienne au nord du détroit de Messine). Le port de Malte, Marsaxlokk, doit aussi beaucoup à cette position centrale en Méditerranée.

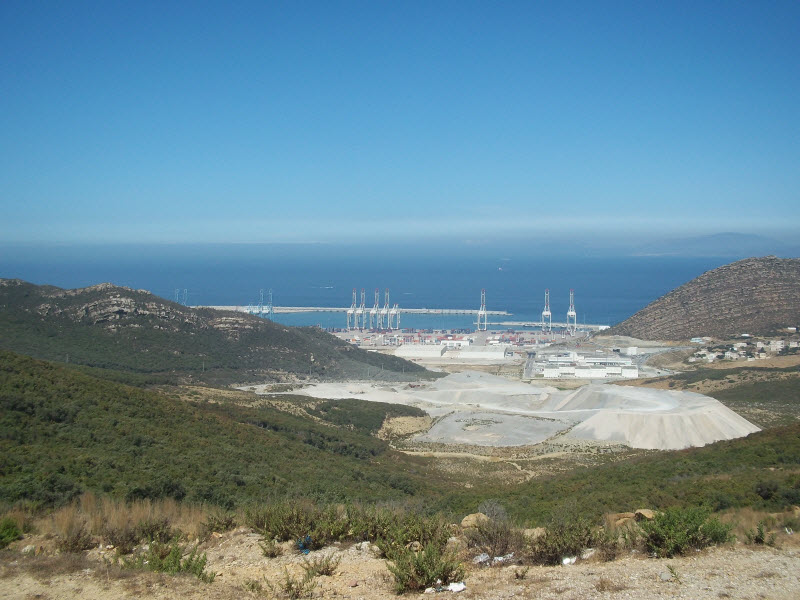
Installations de Tanger Med I.

Le port de Tanger Med au Maroc, situé sur le détroit de Gibraltar en Méditerranée à 14 km à peine des côtes espagnoles, se trouve sur la voie de passage du commerce maritime mondial Est-Ouest entre l'Asie, l'Europe et l'Amérique du Nord. Grâce à cette position stratégique, Tanger Med est devenu une des plateformes logistiques les plus modernes de la Méditerranée, il a permis aussi d'attirer des investisseurs étrangers. Ainsi, Les structures offertes par le port de Tanger ont été déterminantes dans le choix opéré par le groupe français Renault qui a décidé d’implanter sa première usine africaine au Maroc. Le Port Tanger Med est situé à Ksar Al Majaz dans le nord du Maroc, à 22 km à l'est de Tanger et à 46 km au nord de Tétouan, sur le détroit de Gibraltar en Méditerranée. Le Port est situé sur la seconde voie maritime la plus fréquentée au monde, le détroit de Gibraltar avec plus de 100 000 bateaux par an. Son activité principale est le transbordement de conteneurs. Les porte-conteneurs géants débarquent leurs marchandises sans dévier de leur route et repartent aussitôt, à charge ensuite à de plus petits navires, ou feeders ships de desservir des ports de second ordre. Dès le mois de juin 2014, le port de Tanger Med, déjà gigantesque par son volume de 3 millions de conteneurs EVP transbordés, passera à une capacité de 8 millions de conteneurs. Sans cette extension décidée à temps, le port qui a traité 2,55 millions de conteneurs en 2013 a franchi la barre des 3 millions de conteneurs traités en un an (2014) et se rapproche du port de Durban en Afrique du Sud.
Au Proche-Orient, les principaux ports sont égyptiens, en liaison avec le canal de Suez : Alexandrie (87e port à conteneurs), Damiette et surtout Port-Saïd (43e port à conteneurs). Haïfa et Ashdod en Israël, Izmit (64e port du monde), Istanbul, Izmir et Içel en Turquie complètent la façade est de la Méditerranée.

### Façades américaines
La principale puissance économique des Amériques, les États-Unis, dispose de trois ouvertures maritimes, l'une sur l'océan Atlantique, la deuxième sur le golfe du Mexique et la troisième sur l'océan Pacifique. S'y rajoutent les installations portuaires des autres puissances économiques, tel que le Canada, le Mexique et le Brésil.

#### Côte Est de l'Amérique du Nord
La côte Est américaine sert d'interface à la Megalopolis (la mégalopole BosWash), avec comme port dominant celui de New York / New Jersey.

#### Golfe du Mexique et Caraïbes. Le port de la Louisiane du Sud
Le dynamisme de cette façade est dû aux flux pétroliers et gaziers du Texas et du Mexique : le golfe du Mexique dispose d'atouts qui en font aujourd'hui une interface majeure avec six ports dans ce classement dont les plus importants sont d'une part les ports de Louisiane méridionale; ports de Bâton-Rouge, de la Louisiane du Sud (13e port mondial et plus grand port des Amériques) et de La Nouvelle-Orléans; et d'autre part les ports du Texas de Houston (14e port mondial), de Beaumont et de Corpus Christi.
Le port de la Louisiane du Sud, première porte maritime des États-Unis, s'étend sur plus de 86 km le long du fleuve Mississippi, et constitue la zone portuaire qui réalise le plus gros tonnage des Amériques. Les installations des paroisses (comtés) de Saint-Charles, Saint-Jean-Baptiste et Saint-James ont traité plus de 241,6 millions de tonnes (metric ton) de fret en 2013. C’est ainsi que plus de 4000 navires de haute mer et 55 000 barges fluviales entrent au port de la Louisiane du Sud chaque année, ce qui le porte au premier rang du pays aussi bien pour le tonnage des exportations que pour le tonnage total. Avec des exportations de plus de 52,6 millions de tonnes (metric ton) en 2013, le port participe considérablement aux exportations totales de l'État. Les principales marchandises traitées en 2013 sont le pétrole brut (27 % du total), les produits pétrochimiques (21 %), le soja (14 %) et enfin les engrais et autres produits chimiques (10 % du total).

#### Littoral brésilien
Autre pays émergent, le Brésil a connu une très forte croissance de ses échanges avec l'Amérique du Nord et l'Europe principalement. Ceci est dû à l'émergence du Brésil comme poids lourd du continent sud-américain, notamment grâce au Mercosur (Marché commun de l'Amérique du Sud) et au développement d'une agriculture exportatrice (agrobusiness) qui permet au Brésil d'être aujourd'hui un des leaders du commerce mondial de produits alimentaires (1er en café, jus d'orange, sucre, 2e en soja, 3e en bovins...).
Elle se manifeste par l'émergence de quatre grands ports dont les plus importants sont les ports de Tubarão (25e) et de l'Itaqui (26e) et ceux des deux grandes métropoles : le port de Sepetiba (l'avant-port de Rio de Janeiro, 35e) et le port de Santos (le port de São Paulo et 36e au classement). Trois autres ports secondaires sont également en plein développement : São Sebastião (78e port du monde), Paranaguá (93e)  et Itajaí.

#### Autres ports d'Amérique latine
Le dynamisme des ports latino-américains est inégal, en dehors des deux grandes façades que sont le golfe du Mexique et le littoral brésilien. L'Argentine, exportateur agricole mais en crise économique depuis les années 1990 ne dispose que de ports secondaires : fluviaux avec les ports du Paraná (ports de Rosario et de San Lorenzo–General San Martín) et maritimes avec le port de la capitale, Buenos Aires.
Sur la côte du Pacifique, Valparaíso est le principal port chilien, depuis longtemps en lien avec l'Asie. Callao (70e port à conteneurs) au Pérou est lui aussi un port secondaire.

#### Côte ouest de l'Amérique du Nord
Cette façade profite de la croissance des échanges trans-océaniques entre l'Asie orientale et l'Amérique du Nord. Les ports principaux sont ceux voisins de Long Beach (52e port du monde) et de Los Angeles (70e).

### Les littoraux africains
L'Afrique a longtemps été marginalisée dans les échanges commerciaux. Elle pèse aujourd'hui moins de 2 % des échanges mondiaux, à l'écart des routes de la mondialisation (sauf pour l'Égypte) et disposant de peu d'infrastructures portuaires de premier rang.
Mais, depuis ces dernières années, on aperçoit la montée en puissance de l'Afrique du Sud, première puissance économique du continent. Son port de Richards Bay est le plus important d'Afrique (43e), accompagnés des ports de Saldanha Bay (64e), Durban (42e port à conteneurs) et Le Cap.
D'autre part, les infrastructures portuaires du Maghreb sont en développement, notamment au Maroc avec le port de Casablanca et surtout le port de Tanger (Voir plus haut, au sous-paragraphe "Bassin méditerranéen").

## Ports fluviaux
Les grands axes fluviaux et leurs ports sont connectés au reste du monde grâce aux ports de fond d'estuaire et aux avant-ports de ces derniers, permettant une synergie entre l'Hinterland, le littoral servant d'interface et le Foreland.

## Classement des ports
On peut classer le trafic des différents ports à partir de la masse de marchandises échangées, du nombre d'escales ou de la valeur des biens. La presse spécialisée et les institutions internationales publient des classements essentiellement basés sur le tonnage, exprimé en tonnes métriques, à ne pas confondre avec la short ton américaine (907,184 74 kg) et la long ton britannique (1 016,046 908 8 kg).
Les ports à conteneurs sont des ports spécialisés dans le trafic de conteneurs de taille standard. Ce sont soit des terminaux à conteneurs de ports polyvalents, soit des ports spécialisés dans le transbordement (roll-on / roll-off) de marchandises.
On mesure leur volume d'échanges par la référence à l'équivalent vingt pieds ou EVP (en anglais, twenty-foot equivalent unit : TEU), unité de mesure internationale de conteneur qui regroupe à la fois les conteneurs de 20 pieds et de 40 pieds. Un conteneur d'un EVP mesure 2,591 mètres (8,5 pieds) de haut par 2,438 m de large (8 pieds) et 6,058 m (20 pieds) de long. Un conteneur d'un équivalent vingt pieds représente environ 30 mètres cubes.